# Strade provinciali della provincia di Padova
Questo è l'elenco delle strade provinciali della provincia di Padova. Le strade evidenziate in azzurro sono ex strade statali declassate a provinciali mentre le strade evidenziate in giallo sono le ex provinciali diventate strade comunali o parte di strade statali.
| Numero | Denominazione                             | Percorso | Lunghezza (km) | Mappa |
| ------ | ----------------------------------------- | --- | -------------- | ----- |
| SP 1   | dell'Adige                                | Innesto con la S.P. n. 92 ad Anguillara Veneta - Boara Pisani - Barbona - Rialto - Innesto con la S.P. n. 7 a Cà Morosini                                                                                                 | 23,220         |       |
|        | Romana                                    | Innesto con la S.S. n. 16 a Padova - Mandria - Innesto con la S.S. n. 250 ad Abano Terme |                |       |
|        | Romana diramazione                        | Innesto con la S.P. n. 2 ad Abano Terme - Abano Terme centro | 1,800          |       |
|        | Pratiarcati                               | Padova - San Giacomo di Albignasego - Casalserugo - Bovolenta - Arre - Borgoforte - Innesto con la S.P. n. 1 ad Anguillara Veneta                                                                                         | 30,190         |       |
|        | Porto                                     | Innesto con la S.S. n. 516 a Vigorovea - Brugine - Campagnola - Arzerello - Arzergrande - Vallonga - Innesto con la S.S. n. 516 a Codevigo                                                                                | 12,960         |       |
|        | Porto diramazione Buffa                   | Innesto con la S.P. n. 4 a Campagnola - Innesto con la S.R. n. 516 a Piove di Sacco | 1,228          |       |
|        | Amnia                                     | Innesto con la S.S. n. 16 a Monselice - Cesavecia - Tribano - Bagnoli di Sopra - Agna - Innesto con la S.P. n. 5 (VE) |                |       |
|        | di Ca' Borin                              | Innesto con la S.P. n. 247 a Este - Baone - Casette - Monselice | 7,718          |       |
|        | di Ca' Borin diramazione Arquà            | Innesto con la S.P. n. 6 a Casette - Innesto con la S.P. n. 16 ad Arquà Petrarca | 2,338          |       |
|        | Balduina                                  | Innesto con la S.P. n. 91 a Piacenza d'Adige - Tivaro - Balduina - Innesto con la S.P. n. 1 a Ca' Morosini |                |       |
|        | dei Bersaglieri                           | Innesto con la S.P. n. 1 a Rialto - Vescovana - Granze - Innesto con la S.P. n. 42 a Sant'Elena |                |       |
|        | dei Bersaglieri diramazione               | Innesto con la S.P. n. 8 a Barbona-Via Angarello - Innesto con la S.P. n. 1 a Barbona-Via Adige superiore |                |       |
|        | dei Bersaglieri variante                  | Innesto con la S.P. n. 8 a Sant'Elena-Via Cesare Battisti - Innesto con la S.P. n. 42 a Sant'Elena-Via Guglielmo Marconi                                                                                                  |                |       |
|        | del canale di Cagnola                     | 1° tronco Innesto con la S.R. n. 516 a Pontelongo - Bovolenta - Gorgo - Innesto con la S.P. n. 92 a Cagnola 2° tronco Innesto con la S.P. n. 92 a Cornegliana - Due Carrare - Innesto con la S.S. n. 16 a Battaglia Terme | 20,000         |       |
|        | Desman                                    | Innesto con la S.P. n. 33 (VE) presso Sant'Eufemia - Borgoricco - San Giorgio delle Pertiche - Arsego - Marsango - Campo San Martino - Piazzola sul Brenta - Innesto con la S.P. n. 24 (VI) presso Camisano Vicentino     |                |       |
|        | di Sant'Andrea                            | Innesto con la S.R. n. 307 a Campodarsego - Sant'Andrea - Villanova di Camposampiero - Innesto con la S.P. n. 30 (VE) presso Murelle                                                                                      | 7,200          |       |
|        | della Torre Rossa                         | Innesto con la S.P. n. 55 a Taggì di Sotto - Taggì di Sopra - Villafranca Padovana - Campodoro - Innesto con la S.P. n. 24 (VI) a Torre Rossa                                                                             | 13,350         |       |
|        | Pelosa                                    | Innesto con la S.P. n. 12 a Campodoro - Lissaro - Innesto con la S.R. n. 11 a Mestrino | 12,450         |       |
|        | Pelosa diramazione Rubano                 | Innesto con la S.P. n. 13 a Canton della Madonna - Innesto con la S.R. n. 11 a Rubano | 1,050          |       |
|        | Pelosa diramazione Poiana                 | Innesto con la S.P. n. 13 a Campodoro - Innesto con la S.P. n. 23 (VI) a Pojana di Granfion | 0,230          |       |
|        | Pelosa diramazione S.P. 72                | Innesto con la S.P. n. 13 a Mestrino - Innesto con la S.P. n. 72 a Capitello | 1,900          |       |
|        | Pelosa diramazione Caselle                | Innesto con la S.P. n. 13 a Caselle - Innesto con la Via Padova a Tencarola |                |       |
|        | di Pontecasale                            | Innesto con la S.S. n. 16 a Monselice - Pernumia - San Pietro Viminario - Conselve - Arre - Candiana - Innesto con la S.R. n. 516 a Villa del Bosco                                                                       | 13,640         |       |
|        | di Pontecasale diramazione Rivella        | Innesto con la S.P. n. 14 a Pernumia - Innesto con la S.S. n. 16 a Rivella | 1,950          |       |
|        | di Pontecasale diramazione Vanzo          | Innesto con la S.P. n. 14 a San Pietro Viminario - Innesto con la S.P. n. 5 a Vanzo | 2,310          |       |
|        | di Pontecasale diramazione Cesavecia      | Innesto con la S.P. n. 14 dir. Vanzo a Vanzo - Innesto con la S.P. n. 5 a Cesavecia | 0,700          |       |
|        | Calmana                                   | Innesto con la S.P. n. 91 a Ospedaletto Euganeo - Carceri - Vigozzolo d'Este - Innesto con la S.P. n. 41 a Villa Estense                                                                                                  |                |       |
|        | di Viceré                                 | Innesto con la S.P. n. 28 a Carmignano di Brenta - Camazzole - Innesto con la S.P. n. 51 (VI) a Belvedere | 5,000          |       |
|        | di Arquà Petrarca (ex S.S. n. 16 dir/A)   | Innesto con la S.S. n. 16 a Rivella - Innesto con la S.P. n. 6 dir ad Arquà Petrarca | 4,415          |       |
|        | delle Due Carrare                         | Innesto con la S.S. n. 16 a Montegrotto Terme - Due Carrare - Cartura - Innesto con la S.P. n. 35 a Terrassa Padovana |                |       |
|        | di Scodosia                               | Innesto con la S.R. n. 10 a Ospedaletto Euganeo - Santa Margherita d'Adige - Megliadino San Vitale - Casale di Scodosia - Innesto con la S.P. n. 19 a Urbana                                                              |                |       |
|        | Stradona                                  | Innesto con la S.P. n. 91 a Masi - Castelbaldo - Merlara - Urbana - Montagnana - Innesto con la S.P. n. 11 (VI) a Cicogna                                                                                                 |                |       |
|        | Stradona diramazione Terrazzo             | Innesto con la S.P. n. 19 a Merlara - Innesto con la S.P. n. 41 (VI) a Terrazzo |                |       |
|        | Stradona diramazione Begosso              | Innesto con la S.P. n. 19 a Castelbaldo - Granze - Innesto con la S.P. n. 41 (VR) a Begosso |                |       |
|        | del Bonsenso                              | Innesto con la S.P. n. 89 a Treponti - Montemerlo - Innesto con la S.P. n. 20 (VI) presso Cervarese Santa Croce | 8,253          |       |
|        | del Poeta                                 | Innesto con la S.P. n. 6 dir a Monselice-Via Valli - Sassonegro - Valle San Giorgio - Cinto Euganeo - Fontanafredda - Innesto con la S.P. n. 89 a Crosara                                                                 | 9,767          |       |
|        | del Poeta diramazione Cinto Euganeo       | Innesto con la S.P. n. 21 a Cinto Euganeo - Via Chiesa Cinto - Innesto con la S.P. n. 89 a Cinto Euganeo - Via Dietromonte                                                                                                | 0,710          |       |
|        | del Poeta diramazione Baone               | Innesto con la S.P. n. 21 a Valle San Giorgio - Innesto con la S.P. n. 6 a Baone | 2,713          |       |
|        | Commerciale                               | Innesto con la S.P. n. 52 a Cittadella - Onara - Fratte - Innesto con la S.R. n. 307 a Camposampiero | 14,500         |       |
|        | del Sasso                                 | Innesto con la S.R. n. 516 a Pontelongo - Correzzola - Treponti - Civè - Innesto con la S.P. n. 7 (VE) a Sista |                |       |
|        | Postumia antica                           | Innesto con la S.P. n. 4 (VI) a Tezze - Santa Croce Bigolina - Pozzetto |                |       |
|        | Postumia antica diramazione               | Innesto con la S.P. n. 24 a Casoni - Fratta - Innesto con la S.P. n. 28 a Fontaniva | 2,980          |       |
|        | del Castelletto                           | Innesto con la S.S. n. 16 a Battaglia Terme - Galzignano Terme - Torreglia - Tramonte - La Croce - Innesto con la S.P. n. 89 a San Biagio                                                                                 | 13,710         |       |
|        | del Castelletto diramazione Monteortone   | innesto con la S.P. n. 25 a Tramonte - Monteortone - Innesto con la S.S. n. 250 ad Abano Terme | 1,515          |       |
|        | del Castelletto diramazione Costa         | Innesto con la S.P. n. 25 a Galzignano Terme - Valsanzibio - Innesto con la S.P. n. 16 ad Arquà Petrarca | 5,905          |       |
|        | Bassanese                                 | Innesto con la S.P. n. 25 (VI) a Camisano Vicentino - Gazzo - Barche - San Pietro in Gu - |                |       |
|        | Bassanese diramazione                     | Innesto con la S.P. n. 26 a Grossa - Confine con la Provincia di Vicenza a Grantortino |                |       |
|        | di Giarabassa                             | Innesto con la S.P. n. 47 a San Giorgio in Bosco - Carturo - Gazzo - Innesto con la S.P. n. 30 (VI) a Lanzè |                |       |
|        | Vecchia Postumia est                      | Cittadella - Galliera Veneta - Innesto con la S.R. n. 53 a San Martino di Lupari | 4,000          |       |
|        | Vecchia Postumia ovest                    | Innersto con la S.R. n. 53 a Carmignano di Brenta - San Pietro in Gu - Innesto con la S.P. n. 1 (VI) a Bolzano Vicentino                                                                                                  | 5,700          |       |
|        | dei Pilastri Rossi                        | Innesto con la S.P. n. 247 a Chiavicone - Lozzo Atestino - Innesto con la S.P. n. 89 a Crosara | 5,315          |       |
|        | Bertipaglia                               | Innesto con la S.S. n. 16 a Mezzavia - Terradura - Maserà di Padova - Bertipaglia - Casalserugo - Polverara - Innesto con la S.P. n. 4 a Brugine                                                                          |                |       |
|        | del Muson Vecchio                         | Innesto con la S.R. n. 307 a Camposampiero - Massanzago - Innesto con la S.P. n. 38 (VE) a Sandono |                |       |
|        | Megliadina                                | Innesto con la S.P. n. 91 a Valli Mocenighe - Megliadino San Vitale - Megliadino San Fidenzio - Saletto - Innesto con la S.P. n. 48 a Caselle                                                                             |                |       |
|        | Megliadina diramazione Luppia             | Innesto con la S.P: n. 32 a Megliadino San Fidenzio - Innesto con la S.R. n. 10 a Ponte Longo |                |       |
| ex     | Noventana                                 | Innesto con la S.R. n. 11 a Ponte di Brenta - Noventa Padovana - Noventana - Confine con la Città Metropolitana di Venezia a Stra                                                                                         |                |       |
|        | delle Centurie                            | Innesto con la S.R. n. 307 a Vigodarzere - Reschigliano - Sant'Andrea - Fiumicello - Borgoricco - Innesto con la S.P. n. 31 a Stradelle                                                                                   | 22,700         |       |
|        | delle Centurie diramazione                | Innesto con la S.P. n. 34 a Fiumicello - Bronzola - Innesto con la S.R. n. 307 a Campodarsego | 5,600          |       |
|        | delle Centurie diramazione S.R. n. 308    | Innesto con la S.P. n. 34 dir a Bronzola - Innesto con la S.R. n. 308 uscita Campodarsego | 0,300          |       |
|        | Volparo                                   | Innesto con la S.P. n. 92 Conselve - Terrassa Padovana - Bovolenta - Polverara - Legnaro - Saonara - Confine con la Città Metropolitana di Venezia verso Vigonovo                                                         | 22,800         |       |
| ex     | dell'Olmo                                 | Innesto con la S.S. n. 516 a Ponte San Nicolò - Zona industriale sud di Padova - Camin - Innesto con la S.P. n. 33 a Noventa Padovana                                                                                     |                |       |
|        | dell'Olmo variante                        | Innesto con Rivera Maestri del Lavoro a Padova-Zona industriale sud - Innesto con la S.S. n. 516 a Ponte San Nicolò | 1,900          |       |
|        | Paraisa                                   | Innesto con la S.S. n. 16 a Monselice - Pozzonovo - San Cosma - Tribano - innesto con la S.P. n. 14 a Conselve | 11,850         |       |
|        | Scapacchiò                                | Innesto con la S.P. n. 89 a Selvazzano Dentro - Saccolongo - Creola - Trambacche - Fossona - Bastia di Rovolon - Vo' | 19,000         |       |
|        | Scapacchiò diramazione Nanto              | innesto con la S.P. n. 38 a Bastia - Innesto con la S.P. n. 15 (VI) a Bosco di Nanto | 2,331          |       |
|        | Scapacchiò diramazione Lovolo             | Innesto con la S.P. n. 38 a Bastia - Innesto con la S.P. n. 10 (VI) a Lovolo | 3,390          |       |
|        | Scapacchiò diramazione Rovolon            | Innesto con la S.P. n. 38 a Bastia - Rovolon | 4,013          |       |
|        | dell'Orcone                               | Innesto con la S.P. n. 52 a San Martino di Lupari - Lovari - Villa del Conte - Santa Giustina in Colle - Innesto con la S.P. n. 10 a San Giorgio delle Pertiche                                                           | 14,200         |       |
|        | dell'Orcone diramazione                   | Innesto con la S.P. n. 39 a Santa Giustina in Colle - Innesto con la S.R. n. 307 a Camposampiero | 3,365          |       |
|        | dell'Orcone diramazione S.P. n. 22        | Innesto con la S.P. n. 39 bis a Camposampiero - Via Martiri delle Foibe - Innesto con la S.P. n. 22 a Camposampiero - Via Corso                                                                                           | 0,650          |       |
|        | dei Vivai                                 | Padova zona industriale sud - Villatora - Saonara - Svincolo per Sant'Angelo di Piove di Sacco e Campolongo Maggiore - Innesto con la S.S. n. 516 dir. presso Liettoli                                                    | 7,300          |       |
|        | dei Vivai Caovilla                        | Innesto con la S.P. n. 35 a Saonara - Sant'Angelo di Piove di Sacco - Innesto con la S.P. n. 14 (VE) presso Liettoli | 4,250          |       |
| ex     | dei Vivai Camin - Tombelle                | Padova zona industriale sud - Camin - Innesto con la S.P. n. 17 (VE) a Tombelle |                |       |
|        | dei Vivai diramazione San Polo            | Innesto con la ex S.P. n. 40 a Sant'Angelo di Piove di Sacco - Innesto con la S.S. n. 516 presso Vigorovea | 2,700          |       |
|        | Morosina                                  | Innesto con la S.P. n. 42 a Deserto - Villa Estense - Carmignano - Innesto con la S.P. n. 7 a Ca' Morosini |                |       |
|        | Morosina diramazione Sant'Urbano          | Innesto con la S.P. n. 41 a Sant'Urbano - Via Chiaviche - Innesto con la S.P. n. 81 a Sant'Urbano - Via Chiesa |                |       |
|        | Pisana                                    | Innesto con la S.R. n. 10 a Este - Deserto - Sant'Elena - Innesto con la S.S. n. 16 a Solesino |                |       |
|        | Pisana diramazione Sant'Elena             | Innesto con la S.P. n. 42 a Deserto - Stazione di Sant'Elena - Innesto con la S.P. n. 42 a Sant'Elena |                |       |
|        | Speronella                                | Innesto con la S.P n. 89 a Teolo - Castelnuovo - Torreglia - San Daniele - Innesto con la S.S. n. 250 ad Abano Terme | 12,578         |       |
|        | di Sant'Ambrogio                          | Innesto con la S.R. n. 037 a Camposampiero - Bivio per Massanzago - Rustega - Fossalta - Trebaseleghe - Sant'Ambrogio - Innesto con la S.P. n. 68 (TV) presso Badoere                                                     | 16,300         |       |
|        | di Sant'Ambrogio diramazione              | Innesto con la S.P. n. 44 a Sant'Ambrogio - Innesto con la S.P. n. 82 (VE) presso la località Crosarona del comune di Scorzè                                                                                              | 1,400          |       |
|        | Stroppare                                 | Innesto con la S.P. n. 92 a Anguillara Veneta - Stroppare - Stanghella - Innesto con la S.P. n. 8 a Vescovana |                |       |
|        | Stroppare variante                        | Innesto con la S.P. n. 8 a Vescovana - Innesto con la S.S. n. 16 a Stanghella |                |       |
|        | Brentana                                  | Innesto con la S.R. n. 515 a Vigonza - Peraga - Cadoneghe - Vigodarzere - Saletto - Tavo - Arsego - Innesto con la S.P. n. 39 a Villa del Conte                                                                           | 27,078         |       |
|        | Brentana diramazione                      | Innesto con la S.P. n. 46 a Maresana - Innesto con la S.P. n. 47 a Limena | 0,700          |       |
|        | Docima                                    | Innesto con la S.P. n. 89 a Vo'' - Punta di Vo' | 2,057          |       |
| (ex )  | della Valsugana                           | Padova - Limena - Curtarolo - Campo San Martino - San Giorgio in Bosco - Innesto con la S.S. n. 47 a Cittadella | 26,345         |       |
|        | delle Lande                               | Innedto con la S.R. n. 10 a Ospedaletto Euganeo - Santa Croce - Innesto con la S.P. n. 118 a Caselle |                |       |
|        | Barbariga                                 | Innesto con la S.P n. 25 (VE) presso Fiesso d'Artico - Barbariga - Innesto con la S.P. n. 25 (VE) presso Pianiga |                |       |
|        | Scandolara                                | Innesto con la S.P. n. 65 (TV) presso Scandolara - Levada - Torreselle - Innesto con la S.P. n. 18 (TV) a Castelminio | 7,100          |       |
|        | del Ceresone                              | Innesto con la S.R. n. 11 a Zona industriale Veggiano - Veggiano - Innesto con la S.P. n. 20(VI) a Sant'Antonio | 3,800          |       |
|        | Luparense                                 | Innesto con la S.P. n. 22 a Cittadella - Galliera Veneta - San Martino di Lupari - Innesto con la S.P. n. 83 (TV) a Casoni                                                                                                | 7,700          |       |
|        | dell'Arzaron                              | Innesto con la S.R. n. 516 a Piove di Sacco - Corte - Codevigo - Innesto con la S.P. n. 9 (VE) a Valli di Chioggia |                |       |
|        | dell'Arzaron                              | Innesto con la S.P. n. 53 a Corte - Innesto con la S.P. n. 13 (VE) a Bojon | 2,300          |       |
|        | di Cona Vecchia                           | Innesto con la S.R. n. 104 a Villa del Bosco - Innesto con la S.P. n. 5 (VE) presso Cona |                |       |
|        | di Brentella                              | Innesto con la S.P n. 47 a Limena - Taggì di sotto - Innesto con la S.P. n. 83 a Caselle | 9,700          |       |
|        | di Praglia                                | Innesto con la S.P. n. 89 a San Biagio - Convento di Praglia | 0,755          |       |
| ex     | delle Carpane                             | Innesto con la S.R. n. 515 a Vigonza - Innesto con la S.P. n. 49 presso la stazione ferroviaria di Vigonza-Pianiga | 2,700          |       |
|        | del Ghebbo                                | Innesto con la S.P. n. 47 a San Giorgio in Bosco - Innesto con la S.P. n. 39 a Villa del Conte |                |       |
|        | del Ghebbo diramazione                    | Innesto con la S.P. n. 58 a De Franceschi - Sant'Anna Morosina - Innesto con la S.P. n. 47 a San Giorgio in Bosco |                |       |
|        | di Castelcaro                             | Innesto con la S.P. n. 95 a Codevigo - Innesto con la S.R. n. 105 a Brenta dell'Abbà |                |       |
|        | di Monterosso                             | Innesto con la ex S.S. n. 250 ad Abano Terme - Monterosso - Innesto con la S.P. n. 25 a La Croce | 3,855          |       |
|        | del Ponte della Fabbrica                  | Innesto con la S.P. n. 2 ad Abano Terme - Ponte Fabbrica - Innesto con la S.P. n. 92 Albignasego |                |       |
|        | delle Cave                                | Innesto con la S.P n. 247 ad Este - Calaone | 3,633          |       |
|        | del Cataio                                | Innesto con la S.S. n. 250 a Montegrotto Terme - Turri - Innesto con la S.S. n. 16 a Battaglia Terme |                |       |
|        | delle Grazie                              | 1° tronco: Innesto con la S.P. n. 35 a Bovolenta - Bivio per Brusadure - Innesto con la S.P. n. 4 a Campagnola. 2° tronco: Innesto con la S.P. n. 4 ad Ardoneghe - Innesto con la S.R. n. 516 a Piove di Sacco            | 6,420          |       |
|        | Candianese                                | Innesto con la S.P. n. 14 a Candiana - Innesto con la S.P. n. 9 a Pontelongo | 3,850          |       |
|        | dei Borghi                                | Innesto con la S.P. n. 16 a Camazzole - Innesto con la S.P. n. 51 (VI) a Pozzoleone |                |       |
|        | delle Sorgenti                            | Fontaniva - San Giorgio in Brenta - Facca - Onara - Innesto con la S.P. n. 52 a Tombolo | 10,000         |       |
|        | Ca' Onorai                                | Innesto con la S.S. n. 47 a Pozzetto - Ca' Onorai - Corte - Mottinello |                |       |
|        | del Mulino                                | Innesto con la S.P. n. 47 a Curtarolo - Santa Maria di Non - Cavino - Innesto con la S.R. n. 307 a Campodarsego | 6,800          |       |
|        | di Marzenego                              | Innesto con la S.R. n. 307 a Loreggia - Innesto con la S.P. n. 34 a Piombino Dese | 4,700          |       |
|        | Sementina                                 | Innesto con la S.R. n. 11 a Mestrino - Capitello - Innesto con la S.P. n. 38 a Trambacche | 4,150          |       |
|        | Solana                                    | Innesto con la S.P. n. 6 a Monselice - Innesto con la S.P. n. 16 a Lago della Costa | 2,500          |       |
|        | Spinosa                                   | Montegrotto Terme - Innesto con la S.P. n. 25 a Torreglia | 2,210          |       |
|        | Camerini                                  | Innesto con la S.P. n. 94 a Piazzola sul Brenta - Innesto con la S.P. n. 12 a Villafranca Padovana | 5,500          |       |
|        | Bresegana                                 | Innesto con la S.P. n. 91 a Ponso - Innesto con la S.P. n. 18 a Vallancon |                |       |
|        | di Costigliola                            | Innesto con la S.P. n. 89 a Treponti - Innesto con la S.P. n. 38 D a Rovolon | 4,620          |       |
|        | del Monastiero                            | Innesto con la S.P. n. 96 a Le Verghe - San Martino di Lupari - Campetto - Innesto con la S.P. n. 22 a Borghetto | 10,100         |       |
|        | della Poianella                           | Innesto con la S.P. n. 26 ad Alberiera - Innesto con la S.P. n. 77 a Poianella |                |       |
|        | dei Martiri                               | Innesto con la S.P. n. 22 a Fratte - Innesto con la S.P. n. 39 a Santa Giustina in Colle | 1,400          |       |
|        | di Santa Caterina                         | Innesto con la S.P. n. 81 dir a Sant'Urbano - Innesto con la S.P. n. 41 a Carmignano |                |       |
|        | di Santa Caterina diramazione Lusia       | Innesto con la S.P. n. 81 a Sant'Urbano - Innesto con la S.P. n. 1 a Lusia |                |       |
|        | Taglierina                                | Innesto con la S.P. n. 13 a Rubano - Selvazzano Dentro | 2,900          |       |
|        | Pandella                                  | Innesto con la S.P. n. 13 a Zona industriale Caselle - Innesto con la S.R. n. 11 a Caselle | 2,190          |       |
|        | Solesina                                  | Innesto con la S.P. n. 8 a Granze - Solesino - Innesto con la S.P. n. 37 a Pozzonovo |                |       |
|        | di San Salvaro                            | Innesto con la S.P. n. 19 a Urbana - San Salvaro - Innesto con la S.P. n. 41 (VR) a Marega |                |       |
|        | di Arzarini                               | Innesto con la S.P. n. 41 a Villa Estense - Innesto con la S.P n. 8 a Granze |                |       |
|        | di Terraglione                            | Innesto con la S.P. n. 46 a Saletto - Innesto con la S.R. n. 307 a Terraglione | 3,700          |       |
|        | del Cardo                                 | Innesto con la S.R. n. 515 a Busa - Peraga - Pionca - Villanova di Camposampiero - Sant'Eufemia - Zeminiana - Innesto con la S.P. n. 34 a Massanzago                                                                      | 12,800         |       |
|        | dei Colli                                 | Padova - Selvazzano Dentro - Bresseo - Treponti - Teolo - Vo' - Cinto Euganeo - Innesto con la S.P. n. 247 a Rivadolmo | 27,165         |       |
|        | dei Colli diramazione Selve               | Innesto con la S.P. n. 89 a San Biagio - Innesto con la S.P n. 20 a Fossona |                |       |
|        | dell'Argine padano                        | Innesto con la S.R. n. 10 a Montagnana - Innesto con la S.P. n. 7 (VR) a Crosare |                |       |
|        | dell'Argine padano diramazione Montagnana | Innesto con la S.P. n. 90 nella Periferia ovest di Montagnana - Montagnana centro |                |       |
|        | Moceniga                                  | Innesto con la S.R. n. 10 a Ospedaletto Euganeo - Ponso - Piacenza d'Adige - Innesto con la S.P. n. 42 (RO) a Masi |                |       |
|        | Conselvana                                | Innesto con la S.S. n. 16 a Padova - Albignasego - Maserà di Padova - Conselve - Bagnoli di Sopra - Anguillara Veneta - Innesto con la S.P. n. 3 (RO) presso San Martino di Venezze                                       | 23,220         |       |
|        | Scardovara                                | Piove di Sacco - Innesto con la S.P. n. 12 (VE) presso Campolongo Maggiore | 0,700          |       |
|        | Contarina                                 | Innesto con la S.P. n. 28 a Carmignano di Brenta - Zona industriale Grantorto - Due Albere - Presina - Piazzola sul Brenta - Tremignon - Innesto con la S.P. n. 47 a Limena                                               | 17,000         |       |
|        | Contarina 1° diramazione                  | Innesti con la S.P. n. 94 a Vaccarino - Innesto con la S.P. n. 47 a Vaccarino | 0,700          |       |
|        | Contarina 2° diramazione                  | Innesto con la S.P. n. 94 5° dir a Grantorto - Innesto con la S.R. n. 53 a Carmignano di Brenta | 4,005          |       |
|        | Contarina 3° diramazione                  | Innesto con la S.P. n. 94 a Due Albere - Innesto con la S.P. n. 25 (VI) a Isola Mantegna | 2,225          |       |
|        | Contarina 4° diramazione                  | |                |       |
|        | Contarina 5° diramazione                  | Innesto con la S.P. n. 94 a Zona industriale Grantorto - Innesto con la S.P. n. 94 2° dir a Grantorto | 1,960          |       |
| ex     | dei pescatori (ora S.S. n. 516 Piovese)   | Innesto con la S.S. n. 516 a Piove di Sacco - Codevigo - Innesto con la S.S. n. 309 presso Santa Margherita | 10,790         |       |
|        | di Arzercavalli                           | Innesto con la S.P. n. 14 a Pontecasale - Arzercavalli - Innesto con la S.P. n. 35 a Terrassa Padovana | 5,500          |       |
|        | Sanguettara                               | Innesto con la S.P. n. 78 a Sanguettara - Loreggiola - Innesto con la S.R. n. 307 a Loreggia | 6,400          |       |
|        | Sanguettara diramazione                   | Innesto con la S.P. n. 97 a Loreggiola - Provincia di Treviso | 0,923          |       |
|        | Vallarega                                 | Innesto con la S.P. n. 43 a Torreglia - Luvigliano - Innesto con la S.P. n. 89 a Treponti | 4,535          |       |
|        | Cingolina                                 | Innesto con la S.P. n. 21 a Fontanafredda - Faedo - Innesto con la S.P. n. 25 a Galzignano Terme | 8,463          |       |
|        | dell'Abbazia                              | Innesto con la S.P. n. 91 a Ponso - Innesto con la S.P. n. 15 a Carceri |                |       |
|        | di Venda                                  | Innesto con la S.P. n. 89 a Vo' - Brocco - Pedrina - Innesto con la S.P. n. 43 a Castelnuovo | 5,725          |       |
|        | dei Mobilieri                             | Innesto con la S.R. n. 10 a Montagnana - Belfiore - Innesto con la S.P. n. 18 a Casale di Scodosia |                |       |
|        | di Luppia                                 | Innesto con la S.P. n. 102 a Saletto - Innesto con la S.P. n. 18 a Santa Margherita d'Adige |                |       |
|        | Riviera                                   | Innesto con la S.R. n. 10 a Este - Rivadolmo - Innesto con la S.P. n. 247 (VI) a Noventa Vicentina | 7,300          |       |